# ملکشام
latitudeملکشامlongitudeملکشام
ملکشام (به انگلیسی: Melksham) یک شهرک در بریتانیا است که در انگلستان واقع شده‌است.

## خصوصیات
ملکشام ۱۴٬۶۷۷ نفر جمعیت دارد.